# William McDougall
William McDougall, född den 22 juni 1871 i Chadderton, Lancashire, död den 28 november 1939 i Durham, North Carolina, var en brittisk-amerikansk psykolog.

## Biografi
McDougall var professor vid Harvard University. I sina idérika och fängslande skrivna arbeten har McDougall försökt ge en helhetsbild av det mänskliga själslivets struktur. Han utgick från en undersökning av instinkterna och försökte visa hur det högre själslivet uppbyggs på grundval av dessa enkla element. Åt socialpsykologins problem ägnade han ett särskilt intresse. 
McDougall utarbetade en instinktpsykologi som under två årtionden kom att spela en viktig roll inte minst i den sociala och politiska diskussionen. Senare utvecklade han en psykologisk teori som kallades "hormisk". Den hävdar att överallt där det finns liv finns också en psykologisk strävan efter mål, en åsikt som ledde till stormiga konflikter med den framväxande behaviorismen. 
Bland MacDougalls huvudarbeten märks An introduction to social psychology (1908), The group mind (1920, svensk översättning Gruppens själsliv 1925) och An outline of psychology (1923, svensk översättning Människans själsliv, 1930).